# 天一坊事件
天一坊事件（てんいちぼうじけん）は、江戸時代中期、山伏の天一坊改行が江戸幕府8代将軍・徳川吉宗の落胤を称して浪人を集め、捕らえられ獄門になった事件。
大岡忠相の裁判を集めた講談『大岡政談』に収められ「天一坊物」として広く知られるが、史実では大岡は本件に関係していない。

## 経緯

### 将軍の血筋であると吹聴し、浪人を集める
享保13年（1728年）夏、浪人・本多儀左衛門が関東代官・伊奈忠逵の屋敷を訪ね、代官に密告をしたことが発端である。南品川宿の常楽院という山伏の家に源氏天一坊なる者がいて、多数の浪人を集め、自分は将軍の血筋で近々大名に取り立てになると称し、浪人たちに役儀などを与えていると申し立てた。
伊奈はいかにも不審なことであるとして、当該地区を管轄する名主、地主を呼びつけて事情聴取した。取り調べの結果、常楽院方で浪人を集めているのは改行という山伏で、紀州生まれで江戸幕府8代将軍・徳川吉宗の落胤を称しているということなどが判明する。
伊奈は本件はきわめて重大事であると判断、上司（勘定奉行）に報告し、指図を仰いだ。報告は老中を通じて吉宗に伝えられた。これに対して吉宗は「覚えがある」と言ったらしく、また吉宗は身体壮健にして人柄は剛毅であり、紀州時代に女性関係が多々あったとしても不思議はなかった。御落胤の話が事実である可能性があったため、関東郡代ではすぐに天一坊を捕らえることはせず、時間をかけて慎重に調べた。

### 代官による取り調べ
半年以上たった翌享保14年（1729年）3月、伊奈は天一坊と常楽院（天一坊の家老と称して赤川大膳を名乗っていた）その他の関係者を、郡代屋敷へ呼びつけ詮議した。
天一坊の口上によれば、天一坊は元禄12年（1699年）、紀州田辺の生まれで、母が城へ奉公へ出て妊娠したので実家へ帰されて産まれたという。その後、母とともに江戸へ下り、母は町人と縁づいた。母は由緒書などを持っていたがこれは焼失してしまった。母から「吉」の字を大切にせよと言い聞かされていたという。
14歳のとき母が死に、出家して山伏となり改行を名乗った。死んだ伯父から「公儀からおたずねがあるであろう」と言われた。これらのことから、自分の素性が高いものであり、紀州の生まれであって「吉」のことも考え合わせて、自分は公方様の御落胤であり、近々大名に取り立てられると考え、浪人たちの来るにまかせた次第であるということであった。
代官所がさらに常楽院や浪人たちを取り調べたところ、天一坊は浪人たちに、大名にお取り立ての際は、おのおのに役職を与えると約束し「自分は公方様にお目通りして、お腰物を拝領した。公儀から扶持を賜ったが、遊女町で暴れたために停止になってしまった。そのため、上野の宮様におとりなしを頼んでいる。上野で公儀の法事があったので参内し、銀30枚を香典として献上した」などと語っていたことが判明した。しかし、これらはすべて偽りであった。

### 獄門により死罪
天一坊はみだりに将軍家の御落胤を騙り、いわれなく浪人を集めた咎で捕縛された。4月、勘定奉行稲生正武（下野守）より、死罪のうえ獄門に処すとの判決が申し渡された。これを受け、4月21日に品川・鈴ヶ森刑場で処刑された。また常楽院も死罪（遠島ともいう説もある）、関連した浪人たちも島流しや江戸払いとなり、名主や地主も罰を受けた。
一方、検挙の端緒をつくった浪人の本多儀左衛門には、銀5枚の褒美があった。

## 大岡政談
この事件は、後に『大岡政談』に取り入れられ、大岡忠相の名裁きの一つとされたが、町奉行支配地外での事件のため、大岡はこの事件に実際には全く関与していない。
江戸時代末期には講談師・初代神田伯山の『大岡政談天一坊』が大評判となり、歌舞伎の題材にも取り入れられて『天一坊大岡政談』となった。近現代でも「大岡裁き」の代表的なものとして小説、映画、テレビドラマなどの題材となっている。ほぼ全ての作品で(架空の)浪人の山内伊賀亮が暗躍する。